# Inglés caribeño

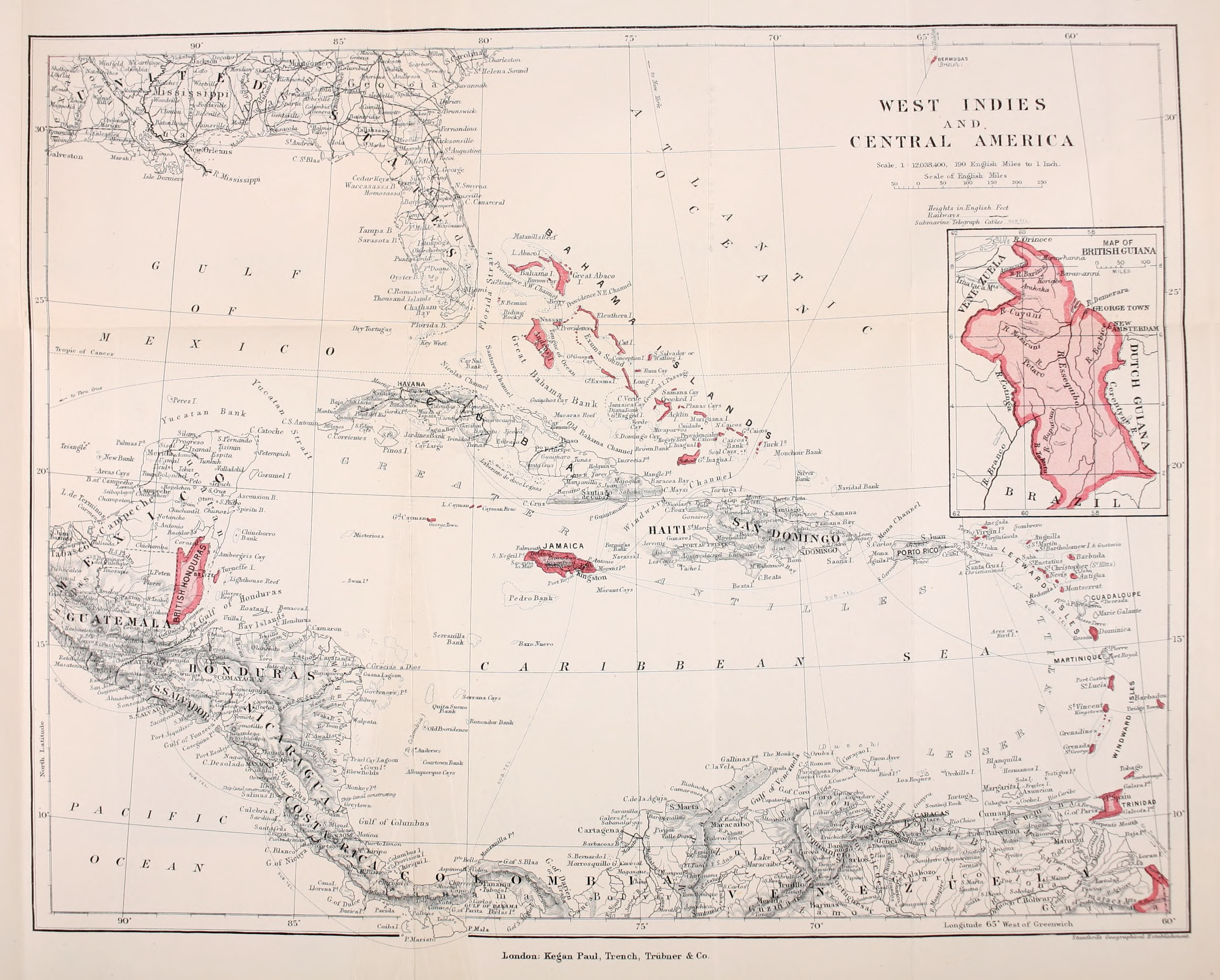
Colonias británicas y difusión del idioma Inglés en el Caribe en 1900.

Inglés caribeño es un término amplio para el dialecto del idioma inglés hablado actualmente o antiguamente en el Caribe, tanto en los países de las Islas Antillas, como en los de la costa caribeña del Continente Americano. En el Caribe, hay una gran variación en la manera en como se habla el inglés. Estudiosos generalmente concuerdan en que, a pesar de que los dialectos varían significantemente en cada uno de estos países, se engendraron inicialmente por el inglés y el continente africano en el siglo XVII. En países con una población india plural, el inglés caribeño ha sido influenciado además por el indostaní y otros idiomas del sur de Asia.

## Dialectos
Una similitud entre cada dialecto específico incluye un grupo de pronombres reducidos, generalmente, para "me" (mí), meh, o mi; "you" (tú), yuh; "we" (nosotros), wi o alawe. Deh para "them" (ellos) en caso de los centroamericanos. El enmudecimiento de h- y el endurecimiento de th- (pronunciado como t- o d-) es también común. 

### Inglés creole

#### Fonología
Características principales son:
- Algunas formas del inglés criollo caribeño no usan sonidos de vocales en el modo que la enseñanza requiere. Por ejemplo, donde el método fonético indica una [o] como la palabra "rob", el inglés caribeño utiliza un fonema [a], dando lugar al fonema "rab". Palabras como "tremble" suelen decirse "trimble"; el sonido vocal en "cheer" es el mismo al de "chair", o como beer/bare.

- Dos consonantes luego de una vocal se reducen a una sola consonante:[1]

last - las
bend, bond, band - b-n
- El inglés creole caribeño tiene un fonema [y] después de las consonantes /k/ y /g/ ante una vocal central /a/.

car - kyar
can't - kyan't
- Algunos pueden estar influenciados por dialectos del inglés irlandés (Jamaica), o tener acentos influenciados por cualquier otro dialecto o idioma, generalmente español.

#### Sintaxis
- El inglés criollo caribeño se caracteriza por oraciones sin verbo como:

"She bored"
"We real good"
- Verbos como "can" y "go" son a veces seguidos inmediatamente por otro verbo

Go get it
Can fetch it?
- La distribución de un evento en el tiempo (sea repetitiva, continua o completa) tiende a ser más importante que el tiempo verbal. Si un tiempo fue fijado, no es necesario marcar el tiempo verbal.[2]

Yesterday I fall asleep - Yesterday I fell asleep
The girl stop at the sign - The girl stopped at the sign

### Inglés rastafary

#### Sintaxis
La sintaxis del criollo jamaiquino es dejada intacta excepto por la sustitución de la forma "I" para el pronombre jamaiquino "me", y se dice que se debe a que el fonema [ai] es importante para los rastafari. El plural de la primera persona es siempre "we". "Them see we with we book".

#### Semántica
Palabras son rearmadas para hacer un mejor significado.
- Opress (oprimir), es decir Someter a una persona, vejándola, degradándola, humillándola o tiranizándola, es inaceptable para los rastafari, ya que el fonema [op-] es fonéticamente igual al de "up" (arriba), inconsistente con el significado de la palabra. De manera que, en el inglés rasta oppress es downpress (siendo down bajo, bajar).

Hay palabras que se retienen del inglés estándar pero que cambian su significado:
- Forward - Irse o dejar un lugar
- Babylon - Cualquier persona perteneciente a un determinado establecimiento

### Inglés erudito
El inglés erudito contiene características sugiriendo que el hablante es habilidoso con la palabras, frases e idiomas, especialmente antiguos y extranjeros. El inglés erudito tiene connotaciones bíblicas y proverbiales del inglés.
Los hablantes impresionan por el sonido, longitud o combinación inusual de palabras. Quien escucha no busca en realidad significado filosófico, pero reacciona como uno normalmente hacia la música o poesía. Reuniones, servicios religiosos, canciones o funciones sociales fueron de mayor contenido en el extremo uso de formas de performancia en inglés.
La Biblia fue introducida en el Caribe durante la colonización europea y su influencia se mantiene fuerte. Era la raíz de la iglesia, y la iglesia era el significado de educación general. En todos los niveles, la iglesia controlaba la educación. Por ende, una demostración de conocimiento de la Biblia era significado de una educación privilegiada.

## Países
Países y territorios caribeños donde el inglés es un idioma oficial o donde se usan lenguas creole basadas en el inglés incluyen:
- Jamaica, inglés patois jamaiquino El 97.6% lo utiliza
- Misisipi El 96.4% lo utiliza
- Alabama El 95.1% lo utiliza
- San Vicente y las Granadinas El 95% lo utiliza
- Dominica El 94% lo utiliza
- Anguila (territorio británico de ultramar) El 92.3% lo utiliza
- Luisiana El 91.2% lo utiliza
- Granada El 90.9% lo utiliza
- Barbados
- Guyana El 90.5% lo utiliza
- Texas
- Bahamas El 87.1% lo utiliza
- Trinidad y Tobago inglés criollo trinitense. El 87.7% lo utiliza
- Islas Vírgenes Británicas (territorio británico de ultramar) El 86.9% lo utiliza
- Belice El 81.6% lo utiliza
- Islas Vírgenes de los Estados Unidos (territorio no incorporado de los Estados Unidos) El 80.3% lo utiliza
- Antigua y Barbuda El 80% lo utiliza
- San Cristóbal y Nieves El 78% lo utiliza
- Islas Caimán (territorio británico de ultramar) El 76.6% lo utiliza
- Florida El 73.3% lo utiliza
- Montserrat (territorio británico de ultramar) El 67.8% lo utiliza
- Puerto Rico (es idioma oficial junto al español, aunque este último es el más hablado por la población) El 48.6% lo utiliza
- Santa Lucía El 43% lo utiliza
- Islas Turcas y Caicos (territorio británico de ultramar)
- Panamá, es hablado en las Provincias de Colón, Bocas del Toro y en la ciudad de Panamá (solo entre la población de raza negra). El 14% lo utiliza
- México El 12% lo utiliza
- Costa Rica, lo utilizan los afromestizos y/o gente de raza negra. Un ejemplo es el calipso, género musical que es cantado en inglés en dicho país. El 8.2% lo utiliza
- Colombia, en el archipiélago de San Andrés, Providencia y Santa Catalina (Criollo sanadresano/Raizal)El 4.2% lo utiliza
- Honduras, en las Islas de la Bahía, es común el inglés criollo hondureño
- Nicaragua, inglés criollo nicaragüense en la costa Caribe
- Venezuela es empleado por bandas de Calipso de El Callao en el El Callao, Guasipati, Tumeremo, Puerto Ordaz entre otros; durante la celebración del Carnaval de El Callao y zonas aledañas.
- Cuba, inglés criollo cubano (lengua minoritaria no oficial. Se debe a la ascendencia británica e irlandesa en la isla, aunque gran parte de ellos emigraron a Florida, Luisiana, Nueva York, Maryland Carolina del Sur y por el resto de Estados Unidos y Canadá, dejando de lado muchos de ellos la cultura cubana, inclusive el idioma y la cultura española o cualquier idioma y/o cultura que no fuera anglosajonaa en la isla, incluso se puede afirmar que la mayoría de los afroamericanos que hoy en día están integrados en la sociedad estadounidense, tienen parte de sus orígenes en lo que fueron los esclavos africanos, esclavos mestizos, esclavos fugitivos y cimarrones (también mestizos) bajo las tiranías del Imperio español, siendo mujeres en gran parte, debido a la dificultud para emigrar).
- Haití, inglés criollo haitiano
- República Dominicana, inglés criollo dominicano